# Richard Breutner
Richard Breutner (* 10. září 1979 Johannesburg, Jihoafrická republika) je bývalý německý sportovní šermíř, který se specializoval na šerm fleretem. Německo reprezentoval v prvním desetiletí jednadvacátého století. Na olympijských hrách startoval v roce 2000 soutěži jednotlivců a družstev. V soutěži jednotlivců se olympijských hrách probojoval do čtvrtfinále. V roce 2004 získal titul mistra Evropy v soutěži jednotlivců. S německým družstvem fleretistů vybojoval v roce 2006 a 2008 druhé místo na mistrovství světa.